# カノコモリバト
カノコモリバト （学名：Columba elphinstonii）は、ハト目ハト科に分類される鳥類。

## 分布
インドの西ガーツ山脈の固有種。落葉樹林に生息しているが、生息地の破壊により個体数が減少している。

## 形態
首の後ろに格子状の模様があるため、他のカワラバトの仲間と見分けることが出来る。